# غونتر شويغرمان
غونتر أوغست فيلهلم شواجرمان (24 يوليو 1915، تاريخ الوفاة غير معروف)، هو عضو في الحكومة النازية للديكتاتور الألماني أدولف هتلر. عمل شواجرمان منذ أواخر عام 1941 تقريبًا كمساعد يوزف جوبلز. وصل إلى رتبة (كابتن). نجا شواجرمان من الحرب العالمية الثانية واعتقلته السلطات الأمريكية في الفترة من 25 يونيو 1945 حتى 24 أبريل 1947.

## حياته
ولد شواجرمان في أويلتسن، التحق بالمدرسة الثانوية وانضم لاحقًا إلى فرقة لايبشتاندارته أدولف هتلر في 8 أبريل 1937. تم إرساله إلى مدارس إس إس يونكر لتدريب الضباط من أكتوبر 1938 حتى سبتمبر 1939. خدم لاحقًا مع فرقة إس إس بوليزي الرابعة في فرنسا وروسيا، وفقد عينه بسبب بندقية روسية على الجبهة الشرقية. بعد هذه الإصابة أصبح مساعدًا ليوزف جوبلز وتمت ترقيته إلى رتبة اوبرستورموهر. في وقت لاحق في 29 نوفمبر 1944، تمت ترقيته إلى رتبة هاوبتستورمفهرر. في يناير 1945، طلب جوبلز من شواجرمان الذهاب إلى منزله في بوجينسي، وإحضار زوجته ماغدا جوبلز وأطفالهما للبقاء في ملجأ للغارات الجوية في شوانينفيردر [الإنجليزية].